# 林潤蓁
林潤蓁 ，字信雲，福建延平府南平縣人，明朝政治人物、賜特用進士出身。

## 生平
第一次考鄉試時，父没於官，聞訃重趼返鄉奔喪，因父為官清廉，家徒四壁，遂舌耕奉母，教養二弟，料理諸弟妹的衣食婚嫁。崇禎六年（1633年）中舉人，十三年中乙榜、十五年賜進士赴京謁選。授職前，忽然感到胸痛，急歸，母親果然抱疾。後家境困難，於順治十四年出任歸化教諭，甫到任，又感到胸痛，乃棄官回家探視，母親果然再度病重，於是照護母親到病逝。著有詩文集。兩個弟弟潤蘅、潤芝皆督誨有成。。

## 家庭
- 父：林鍾鳴，字啟純，歲貢，官教諭。
- 弟：林潤蘅，副貢。
- 弟：林潤芝，順治五年戊子科舉人，官永寧知縣。